# 滑昇風
滑昇風（かっしょうふう、アナバティック風、アナバ風、英: anabatic wind）は、密度の低い空気が、低高度の地点から高高度の地点へと緩やかに上昇することで起こる風のこと。斜面上昇風(upslope wind)ともいう。
英: anabaticはギリシア語のanabatos（上昇する）に由来する。
滑昇風が生じるための前提として、谷間の空気が安定成層していることが必要である。つまり、谷底の空気が最も冷えていて重く（密度が高く）、尾根付近の空気が最も温かくて軽い（密度が低い）状態になっている必要がある。この状態は良く晴れた静穏な明け方に実現していることが多い。
朝になって日射が谷間に差し込むと、谷間の斜面が温められ、斜面に近い空気が少しだけ温まる。その少しだけ温まった空気は鉛直方向に上昇しようとするが、その空気に被さっている安定成層した空気よりはまだ重い。このように安定成層した空気に抑えられるため、すぐに上昇できなくなり、横方向に進もうとする力が働く。つまり、斜面上の空気は、谷間の中程に進もうとするか、斜面に沿って上昇しようとするかのどちらかになる。斜面から離れた谷間の中程の空気はまだ温まっていないので、斜面上の空気より重く、その空気を押しのけて進むことはできない。残りは斜面方向であるが、斜面上には他の高度でも同様に温められて、斜面に沿った方向に動こうとする空気が連なっている。このような訳で、斜面上の空気は鉛直上方にも谷間の中程にも動かず、斜面に沿って上昇するしかなくなる。谷底の空気もやはり鉛直上方には動けず、斜面に沿って上昇していくことになる。これが滑昇風である。
日射がさらに谷間に降り注ぐと、滑昇風が発達し、これとともに谷間の安定成層した空気はだんだん崩されて縮小する。この縮小によって斜面付近の空気が安定成層した空気に抑えられなくなると、もはや斜面に沿って動く理由が無くなり、鉛直方向に上昇するようになる。つまり滑昇風は解消する。
空気が上昇すると気圧の低下による断熱膨張によって気温が下がり、ある高度で露点温度を下回って雲ができることがある。山などで昼間や夕方によく見られる積雲や積乱雲は、滑昇風で集まった気流が上昇した結果生まれることが多い。日射量が多い時期は、積乱雲が発達して雷雨を降らせることもある。
滑昇風は全般的に風の弱い時に発生し、風が強いときには山の風下側などで打ち消されてしまう。グライダーやパラグライダーなどは、サーマルと呼ばれる熱上昇気流や滑昇風を利用して飛行している。
谷風は滑昇風の一種である。